# Herb gminy Manowo
Herb gminy Manowo – jeden z symboli gminy Manowo, ustanowiony 26 maja 1994.

## Wygląd i symbolika
Herb przedstawia na tarczy o polu żółtym postać czapli czarnej (reprezentującej lokalną faunę), zwróconą w prawo i stojącą na zielonym wzgórzu, symbolizującym wzniesienie nazywane Czaplą Górą.